# Манчини, Франческо Мария
Франческо Мария Манчини (итал. Francesco Maria Mancini; 20 октября 1606, Рим, Папская область — 29 июня 1672, Марино, Папская область) — итальянский куриальный кардинал. Секретарь Священной конгрегации хорошего управления с 13 марта 1645 по 5 апреля 1660. Кардинал-дьякон с 5 апреля 1660, с титулярной диаконией Санти-Вито-Модесто-э-Крешенция с 19 апреля 1660 по 14 мая 1670. Кардинал-священник с титулом церкви Сан-Маттео-ин-Мерулана с 14 мая 1670 по 29 июня 1672.